# رضا تكر
رضا تكر (29 نوفمبر 1975 -)، لاعب كرة قدم سعودي. ويلعب كقلب دفاع لنادي الاتحاد السعودي ومنتخب المملكة العربية السعودية الأول يعتبر من أفضل المدافعين الذين مرو على الكرة السعودية وهو الأبرز في ناديه بعد اعتزال الثنائي أحمد جميل ومحمد الخليوي انتقل من نادي أحد من المدينة المنورة إلى نادي الشباب وتمت اعارة اللاعب لنادي الاتحاد وانتقل بشكل نهائي للإتحاد بعد موسم ناجح وانضم قبل ذلك للمنتخب السعودي وشارك في بطولتين لكأس العالم 2002 و2006 ، ولعب كأساسي في البطولتين وأشاد به الإسطورة العالمية مارادونا كثيراً بعد المباراة الأخيرة للمنتخب السعودي ساهم رضا في تحقيق المنتخب السعودي لبطولات خليجية وعربية سجل عدداً من الأهداف مع المنتخب السعودي ويعتبر المدافع الهداف الأول في المنتخب السعودي ومع نادي الاتحاد ساهم في تحقيق الكثير من البطولات محلية وعربية وآسيوية وشارك في بطولة اندية العالم سجل أهداف كثيرة حاسمة لفريقه وسبق أن سجل هاتريك في إحدى مباريات فريقه بالإضافة إلى تميزه الفني يعتبر رضا من اللاعبين المنضبطين احترافياً فهو لاعب يطبق مايطلبه المدربين فالملعب هادئ لاينفعل .
الصحيح ان بدايته كانت مع نادي أحد ثاني أقدم نادي في المملكة العربية السعودية. وقد لعب في دوري الدرجة الأولي ما يزيد على خمس سنوات ومثل الفريق الأول في نادي أحد وهو لم يتجاوز 18 سنه. وبدأ كضهير أيمن. أكمل المرحلة الثانوية عام 1998م، كما أتم تعليمة بالكلية التقنية بالرياض وكان أحد ممثلي فريق الكلية تمرن في نادي الهلال السعودي ولكن لم يكتب له اللعب فيه ثم انتقل إلى نادي الشباب السعودي ومن ثم إلى نادي الأتحاد، يلقب بأبو حازم لحزمه الأمور. وهو من مواليد المدينة المنورة من عائلة الشيخ الوالد محمد تكر بضم التاء وفتح الكاف وسكون الراء.وله أيضا أهداف دولية أذكر منها أهدافه ضد لبنان وغانا وكوريا والبحرين.

## وصلات خارجية
- رضا تكر على موقع الاتحاد الدولي (مؤرشف)  (الإنجليزية)
- رضا تكر على موقع قاعدة بيانات كرة القدم.إي يو (الإنجليزية)
- رضا تكر على موقع ناشيونال فوتبول تيمز (الإنجليزية)

1. ↑  العرب اتفقوا على أن (لا يفوزوا).. وأوكرانيا أكبر المستفيدين - جريدة الرياض نسخة محفوظة 15 أغسطس 2017 على موقع واي باك مشين.